# Lavau-sur-Loire
Lavau-sur-Loire è un comune francese di 779 abitanti situato nel dipartimento della Loira Atlantica nella regione dei Paesi della Loira.

## Società

### Evoluzione demografica
Abitanti censiti